# مونیکا هانسن
مونیکا هانسن (نروژی: Monica Hansen؛ زادهٔ ۱۳ اکتبر ۱۹۸۲) مدل و مجری تلویزیون اهل نروژ است که در سال ۱۹۹۷ دوشیزهٔ شایستهٔ کشور نروژ شد.
عکس او بر جلد مجلاتی همچون اسکوایر، ماکسیم و ال چاپ شده‌است. وی در سال ۲۰۰۶ «زن برگزیدهٔ مجلهٔ ماکسیم» شد و در فوریهٔ همان سال، «زیباروی ماه» مجلهٔ پلی‌بوی شد.
از فیلم‌هایی که وی در آن‌ها نقش داشته است، می‌توان به دره خدایان اشاره نمود.